# 亨利·克莱
亨利·克莱（英語：Henry Clay，1777年4月12日—1852年6月29日）是美国国会历史上最重要的政治家与演说家之一。輝格黨的创立者和领导人。美国经济现代化的倡导者。他曾经任美国国务卿，並五次参與競選美国总统。尽管均告失败，但他仍然因善于调解冲突的两方，並数次解决南北方关于奴隶制的矛盾维护了联邦的稳定而被称为“伟大的调解者”，並在1957年被评选为美国历史上最伟大的五位参议员之一。

## 早年

### 童年
1777年4月12日，亨利·克莱出生于弗吉尼亚州汉诺威县的一个富裕农场主家庭，在他家的九个孩子中排第七。克莱的父亲约翰·克莱是一个浸礼会教徒，在他四岁时就去世了。 克莱的母亲随后嫁给了亨利·沃特金斯，之后随沃特金斯搬到了里士满。

### 教育
克莱虽然只受到很少的教育，但早慧且阅读兴趣广泛，继父沃特金斯十分喜爱他，在他十五岁的时候，为他谋得了弗吉尼亚州衡平院法庭公务员的职务，他开始表现出对法律的强烈兴趣，并结识了法官乔治·威思。乔治·威思是当时著名的法学家，曾任威廉与玛丽学院法律系主任，托马斯·杰斐逊和乔治·马歇尔都曾是他的学生。克莱成了乔治·威思的秘书，帮他抄写日常文件。四年之后，韦思把克莱推荐给了弗吉尼亚州司法部长罗伯特·布鲁克，在韦思和布鲁克的指导下，克莱在20岁时就获得了律师资格。

### 律师生涯
1797年11月亨利·克莱前往肯塔基州的莱克星顿开办律师事务所，这样也可以离已经移居伍德福德县的父母近些。1799年，亨利·克莱与船长纳撒尼尔·哈特的女儿Lucretia Hart结婚，之后几年，他接手了很多案件，由于他对法律的精通和在法庭上的雄辩，亨利·克莱声名鹊起，收入倍增。1805年10月他成为特兰西瓦尼亚大学法学教授，很快成为颇受学生欢迎的教师，并从1807年起担任校委会成员，曾主持了学校的扩建。。1806年，肯塔基州司法部长约瑟夫·汉密尔顿·戴维斯控告前美国副总统伯尔试图非法发动对墨西哥的远征，拉开了著名的副总统伯尔叛国案的序幕，亨利·克莱成功的为伯尔作了辩护，使得这一诉讼在肯塔基州被驳回。

## 在参议院的政治活动

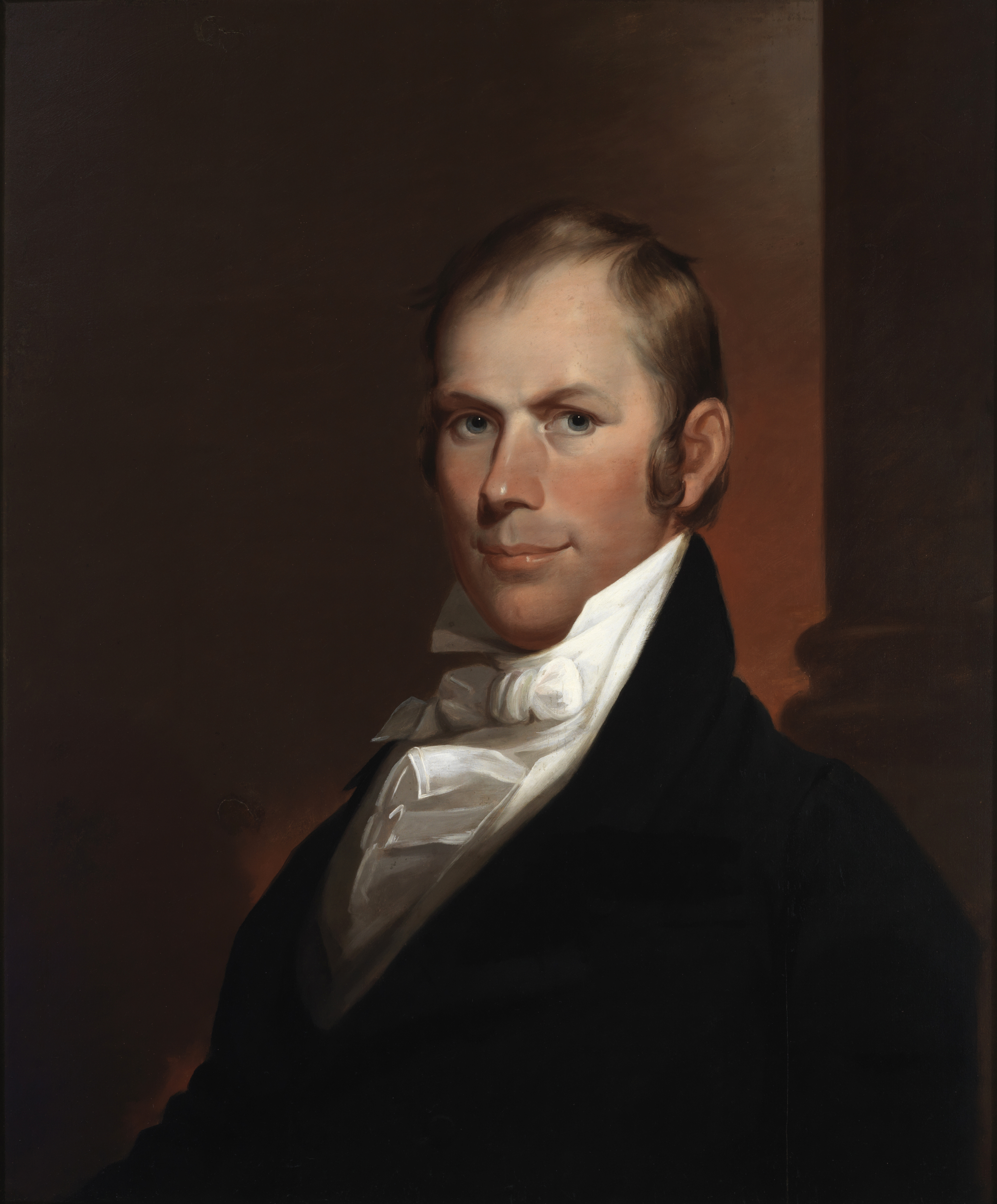
亨利·克莱于1818年的画像

1803年，年仅26岁的克莱作为菲亚特县的代表，被选入肯塔基州议会。他主张逐步废除肯塔基州的奴隶制，尽管当时的政治形势让他放弃了这一立场。他也主张将州的首府从法兰克福迁到莱克星顿。1804年，他为肯塔基保险公司辩护，驳回了费利克斯·格伦迪提出的反垄断指控。
1805年，尚有两年任期的肯塔基州参议员约翰·布雷肯里奇接任美国司法部长，约翰·阿代尔接替他完成任期，但在一年后进行的下一任参议员选举中，阿代尔因为与艾伦·伯尔的关系密切，使得他落选，他随即于11月辞去参议员职务。肯塔基州不得不另外推举人选来完成任期，于是克莱以其杰出的政治能力，被选入美国参议院，担任了不到一年的参议员。但克莱当选时，他尚不足三十岁，违反了美国宪法第一章中要求参议员需超过三十岁的要求，这一点参议员们乃至克莱自己都没注意到 。
1807年克莱完成参议员任期，回到肯塔基州担任州众议院议长。。1809年1月3日克莱提出一项要求州议会议员穿着，而不必穿英式的服装。两位议员反对这一明显的爱国主义举措，其中一位是汉弗莱·马歇尔，两人在议会大厅发生了争吵，克莱提出用决斗解决。1月9日，两人在印度安纳州的shippingport决斗，克莱射中对手的胸部，马歇尔射中克莱的腿部。，在任期间，他出色的阻止了肯塔基州当时力量强大并受到广泛支持的反英国的改革运动对于拒绝将英美法系引入肯塔基州的要求。1810－1811年由于布克纳·斯鲁顿改任美国巡回法庭法官，克莱又一次进入美国参议院完成一个未完成的任期。

## 众议院经历
1811年夏天，克莱被选为美国众议员，11月4日起任众议院议长，成为民主共和党的国会领袖。其后的十四年里，他一直担任众议院议长。像其他来自南方的众议员一样，克莱把他的奴隶带到了华盛顿负责家务。他们包括阿伦和夏洛特·杜普尼。
克莱上任伊始，就显出其与前任众议长居中调解的作法的不同，他常常主动参与众议院对事务的辩论，利用自己出色的交涉和演讲能力对议员们的决定施加影响。面对和英国之间的紧张局势，国会中形成了以中西部年轻议员为代表的鹰派，克莱和南卡议员约翰·C·卡尔霍恩则是鹰派的代表人物。鹰派认为英国武装印第安人、占据加拿大、扣押美国商船以及损害着美国的国家安全和海上贸易利益等，从而鼓吹发动对英国战争。克莱就曾在演说中指出“如果希望避免国际冲突，那最好放弃海洋”，从而促成了麦迪逊总统发动1812年战争。
1814年8月以约翰·昆西·亚当斯为首的代表团前往比利时根特，与英国进行谈判。亨利·克莱作为成员，卸去众议院议长职务，由兰登·切夫斯接替。1814年12月24日签订了英美停战的《根特条约》。1815年克莱回国后再任众议院议长。1816年克莱创立了美国殖民协会，该协会力主将取得自由的非裔美国人运回非洲，并在利比里亚创立了第一个这样的殖民地，即现在的蒙罗维亚。
随后，克莱和卡尔霍恩开始倡导名为美国体系的经济计划，其主要目标和途径为通过高关税来抵制保护美国自己的工业发展，通过建立国家银行来统一各地的货币流通，通过发展交通系统增进资源流动，以尽快发展经济。该计划的第一部分由《1816年关税法案》实行，这一计划被以工业为支柱的东岸各州所欢迎，但是遭到以农业和种植园经济为主的南方和西部的反对。在克莱的调和下，南北双方起初均支持这一法案。
1820年南北双方为新加入联邦的密苏里州是否采用蓄奴爆发了争论。在克莱的调解下，双方同意采用密苏里妥协案，即将密苏里州划为蓄奴州，缅因州为自由州，以保持参议院中自由州和蓄奴州议员数目相等，且除密苏里州以外不得将奴隶制扩展到北纬36度30分线以北（阿肯色州的北部边界）。

## 竞选总统
1823年民主共和党核心小组提名威廉·克劳福德为总统候选人，但议会中的民主共和党议员坚决反对这种提名制度，随即克劳福德中风，民主共和党分裂，于是出现亨利·克莱与约翰·昆西·亚当斯、安德鲁·杰克逊、威廉·克劳福德四人参选美国总统的局面，结果没有一人超过半数。困局抛给眾议院，按照美国宪法，只有得票前三名的候选人可以参加，于是得票第四的克莱劝说自己支持者投票给和自己政治理想相近的亚当斯，而不是他一直厌恶“在新奥尔良滥杀英军的”杰克逊，导致在选民和选举人投票均占第一的杰克逊败北，亚当斯当选总统之后，随即任命克莱担任美国国务卿，杰克逊随即指责此次竞选为贿选，但没有任何证据支持这一指责。
在国务卿四年任期内，在对外政策上，克莱提倡支持拉美独立运动，促成美国到1826年为止承认所有新成立的拉丁美洲国家，并支持希腊反抗土耳其统治的运动。在经济发展上，克莱继续推行他的美国系统计划，并希望国家增加投入以发展国家交通系统。经过漫长的争论，国会通过1828年关税法案继1822年和1824年之后再次提高关税，但没有通过对发展国家交通系统的预算。1828年关税法案引起南方各州的猛烈反对，不得不继续修改。
1832年已经成为总统的安德鲁·杰克逊签署相对温和一些的关税法案，但仍然引起以南卡罗莱纳州为首的猛烈反对，杰克逊政府的副总统卡尔·霍恩与总统分裂，领导南卡罗来纳州的反对，提出无效论，即任何州在认为任何联邦法律违反宪法的话，可以宣称这个法律无效。国会随即做出回应，授权杰克逊总统动用武力的权利，杰克逊也称要吊死所有反对联邦法案的人。时任参议员的克莱再次在其中进行调解，并成功达成1833年关税案，采用今后逐年降低关税的做法来取得双方同意，也为联邦与州的冲突开一个和平解决先例。在坚决维护联邦的统一方面克莱和杰克逊完全一致，但在其他问题上完全针锋相对，成为终身仇敌。杰克逊称克莱为恶棍，并在晚年一直遗憾没有亲手枪毙克莱和吊死卡尔霍恩，克莱也称杰克逊“无知，冲动，伪善，腐败”。
除了在参议院的工作外，克莱和约翰·昆西·亚当斯将反对杰克逊－马丁·范布伦联盟的势力组织起来，成立国家共和党，主张推行克莱的美国系统以获得高速经济发展，并通过国家银行的建立，统一货币流通，使得联邦成为一个有机整体。这一思想后来被亚伯拉罕·林肯赞赏，认为克莱是保护国家利益的先驱，但是在当时导致国家共和党不受南方各州的欢迎。随后克莱作为国家共和党候选人参加1832年美国总统选举，民主党的候选人是在任总统杰克逊，争论的焦点在于美国第二银行的存废，克莱主张保留以保持稳定的货币体制，而杰克逊则对银行报以否定的态度，最后克莱以大差距落败给很受民众欢迎的杰克逊。1834年克莱组织辉格党，包括原来国家共和党的绝大部分。1840年克莱第三次参加竞选，但是党内提名上败给在对印第安人的战争中取得胜利的威廉·亨利·哈里森而未获得提名。

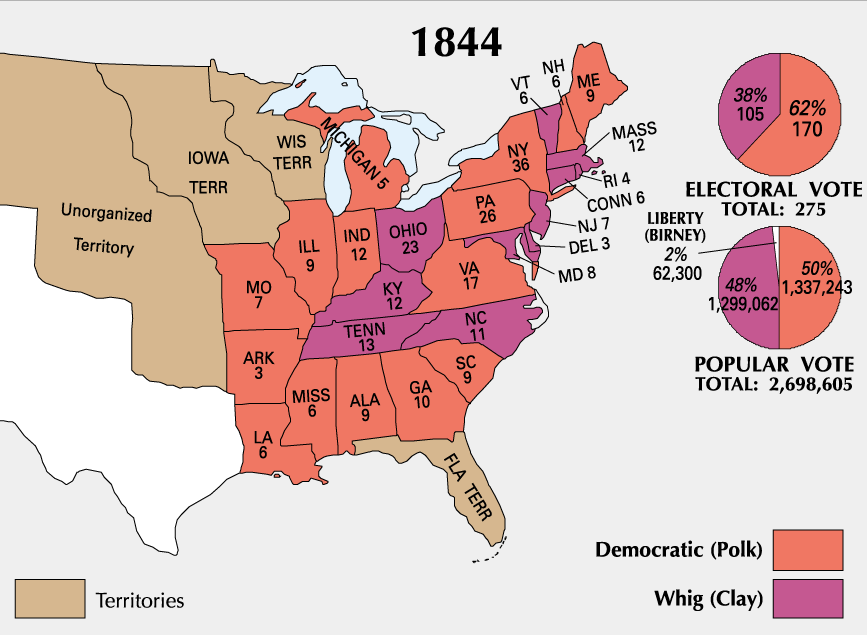
美国1844年总统选举票数分布，南方和西部均反对克莱

1844年第四次参加竞选，竞争对手是民主党的詹姆斯·诺克斯·波尔克。波尔克提出54度40分或者战争的口号，并且主张让德克萨斯州加入联邦，克莱则认为这样造成奴隶制的抬头，同时会引起和墨西哥的战争。波尔克的主张赢得扩张主义者和南方支持而赢得这次票数极为接近的大选。两人在至关重要有36位选举人的纽约州仅差5000票。
不久，克莱的警告得到证实，德克萨斯州的加入导致墨西哥战争，并且在波尔克的任期内，南北的纷争明显开始加剧。1848年克莱第五次参加竞选，但败给墨西哥战争英雄扎卡里·泰勒，未获得提名权。克莱的政治能力毋庸置疑，但他坚持通过美国系统来发展经济和控制奴隶制的发展在当时非常不受南方欢迎，曾经有人规劝他能否不采取如此强硬的反对奴隶制和发展工业的姿态，克莱回答一句后来常被引用的政治名言：“比起当总统，我宁可选择真理。”

## 晚年
1848年竞选失败后，克莱决定退出政治生活，回肯塔基度过晚年，但归隐不到一年，他就被肯塔基州选为参议员，此时的参议院里充满了南北两方对于奴隶制在新从墨西哥获得的土地上是否推行的争论，在终生坚持无效论的“铸铁人”卡尔霍恩的领导下，南方以退出联邦作为威胁。已然72岁，身体孱弱而多病的克莱先号召大家和解，随后提出自己的妥协案，但不被接受，斯蒂芬·道格拉斯提出了另一个妥协案。南方以杰佛逊戴维斯为首予以拒绝。3月3日身患重病的卡尔霍恩更是让人搀着自己来到参议院，由别人代读自己的反对演说。3月7日克莱的旧友丹尼尔·韦伯斯特发表3月7日演说，希望大家接受妥协案。克莱继续发挥他的调和能力，终于促使双方在9月达成了1850年妥协案，这一被称为“火山口上的盖子”的法案规定加利福尼亚州以自由州加入联邦，新墨西哥州和犹他州由居民自己决定，从而缓解了南方退出联邦的危机，被认为将美国南北战争拖延了11年。
1852年6月29日亨利克莱在华盛顿去世，享年75岁，遗体被运回莱克星顿安葬在莱克星顿公墓，遗体每经过一个城市，都有大量市民为其送葬。下葬当天，当在队伍最前面的克莱的棺木到达公墓时，送葬队伍的最后面刚刚离开5公里外的克莱的住所。克莱的墓碑上写着简单的一句：“I know no North-no South-no East-no West.”（大意：在我看来，地不分东西，人不分南北）